# 스페인의 지리

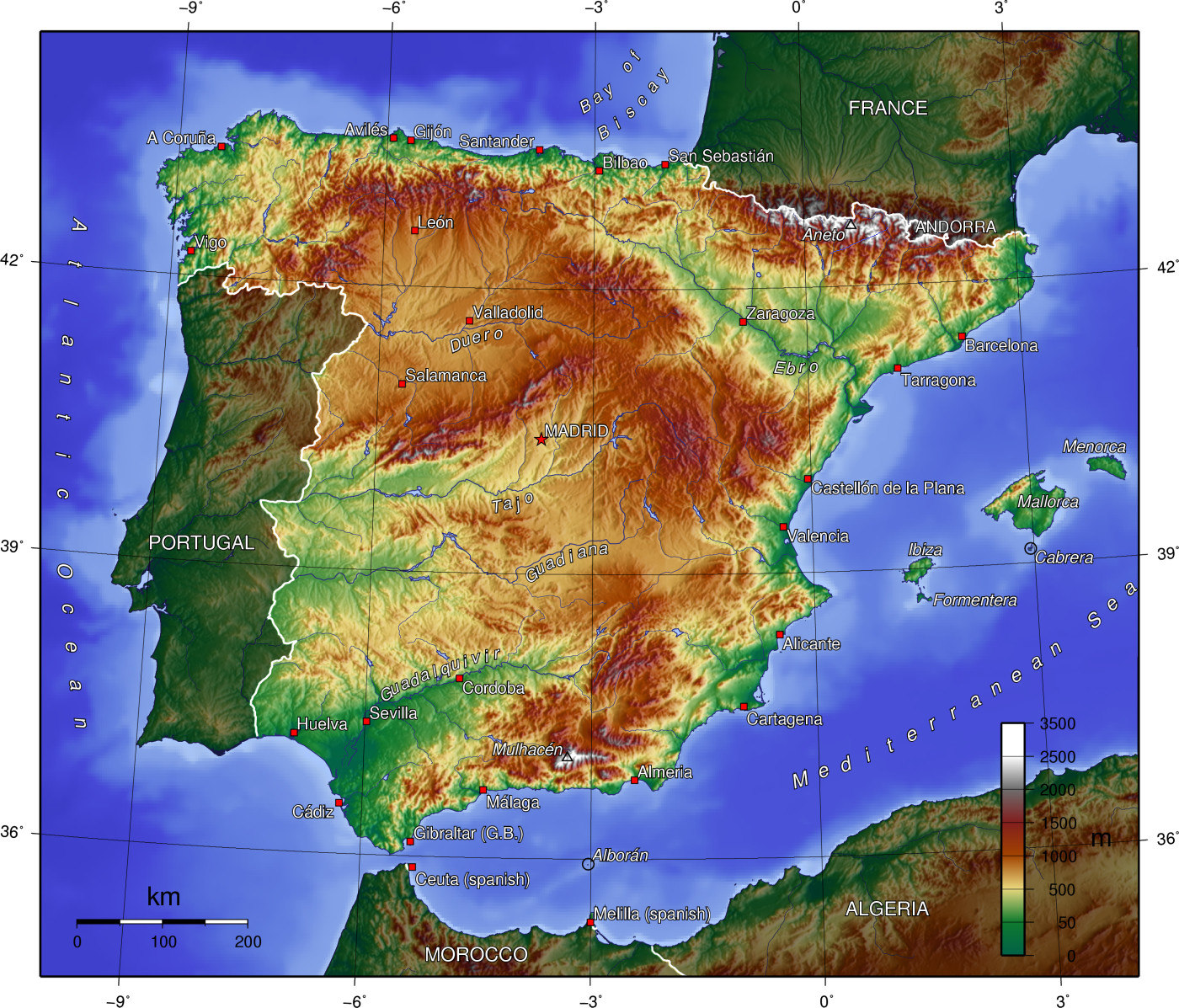
스페인의 지형도

스페인은 유럽 대륙의 남서쪽에 위치하며 이베리아반도의 84%를 차지한다. 전체 면적은 504,782km2이며 그중 5,240km2은 호수 등이다.
스페인의 국경선 중 4,964km는 바다에 닿아있으며 1,917.8km는 포르투갈, 안도라, 프랑스 등과 접하는 대륙 내 국경선이다. 비스케이만이 북쪽, 지중해는 남쪽, 포르투갈과 대서양이 서쪽에 위치한다. 북쪽에는 피레네산맥 등의 산맥지대가 있다. 피레네산맥은 비스케이 만에서 지중해까지 약 435km 뻗어있으며 스페인 최남단에는 지브롤터 해협이 있어 남부 유럽과 아프리카를 구분하며 모로코와 구별된다. 모로코와 스페인은 13km 정도 떨어져 있을 뿐이다.
스페인의 해외영토로는 발레아레스 제도, 카나리아 제도, 알후세마스, 벨레스 데 라 고메라, 세우타, 멜리야 등이 있다.

## 극점
- 북쪽의 극점; 푼타 데 에스타카 데 바레스, 갈리시아 지방
- 남쪽의 극점; 라 레스틴가, 엘 이에로, 카나리아 제도 북위 27° 38′  서경 17° 59′  / 북위 27.633°  서경 17.983°
- 서쪽의 극점; 푼타 데 라 오르치야, 엘 이에로, 카나리아 제도
- 동쪽의 극점; 라 몰라 섬, 메노르카 북위 39° 52′  동경 4° 19′  / 북위 39.867°  동경 4.317°
- 가장 높은 곳 : 엘 테이데 3,718 m

### 스페인 내륙
- 북쪽 : 푼타 데 에스타카 데 바레스, 갈리시아 지방북위 43° 47′  서경 7° 41′  / 북위 43.783°  서경 7.683°
- 남쪽 : 푼타 데 타리파, 안달루시아 지방북위 36° 00′  서경 5° 36′  / 북위 36.000°  서경 5.600°
- 서쪽 : 카페 투리냔, 갈리시아 지방 북위 43° 02′  서경 9° 18′  / 북위 43.033°  서경 9.300°
- 동쪽 : 카프 데 크레우스, 카탈루냐 지방 북위 42° 19′  동경 3° 19′  / 북위 42.317°  동경 3.317°

스페인 내륙의 정 가운데는 논란이 있으나 마드리드 근처의 헤타페에 있는 세로 데 로스 앙헬레스로 지정되어 있다.

## 같이 보기
- 스페인의 광역자치주
- 스페인의 코마르카
- 스페인의 지리#극점
- 스페인의 도